# Озёрно-Кузнецово
Озёрно-Кузнецо́во — село в Угловском районе Алтайском крае. Административный центр Озёрно-Кузнецовского сельсовета.

## История
Основано в 1813 году. В 1928 году село состояло из 605 хозяйств, основное население — русские. В административном отношении являлось центром Озёрно-Кузнецовкого сельсовета Угловского района Рубцовского округа Сибирского края.

## Население
| 1926  | 1997  | 1998  | 1999  | 2000  | 2001  | 2002  |
| ----- | ----- | ----- | ----- | ----- | ----- | ----- |
| 2957  | ↘1514 | ↘1473 | ↘1449 | ↗1456 | ↗1493 | ↘1400 |
| 2003  | 2004  | 2005  | 2006  | 2007  | 2008  | 2009  |
| ↘1338 | ↗1339 | ↘1334 | ↗1341 | ↗1357 | ↗1382 | ↘1356 |
| 2010  | 2011  | 2012  | 2013  |       |       |       |
| ↘1272 | ↘1268 | ↘1235 | ↗1243 |       |       |       |

## Известные уроженцы
- Серенко, Никита Васильевич (1901—1989) — советский хозяйственный деятель, Герой Социалистического Труда.
- Кузнецов, Николай Павлович (1923—2003) — советский артиллерист, офицер внутренней службы Управления исполнения наказаний, Герой Советского Союза (1944)[6].